# الداية (مسلسل كويتي)
الداية مسلسل تلفزيوني كويتي تراثي تم إنتاجه في سنة 2008 وعرض حصريا على قناة الوطن الكويتية الخاصة في شهر رمضان 1429 هجرية الموافق سبتمبر 2008. أنتجه تلفزيون الوطن. القصة والسيناريو والحوار للممثلة الكويتية حياة الفهد. تم تصوير أحداث المسلسل في قلعة الفجيرة، إمارة الفجيرة، بدولة الإمارات العربية المتحدة طوال شهرين متتاليين. قام بأداء أغنية تتر المقدمة المطرب السعودي أصيل أبوبكر سالم وقام بالتلحين الملحن الكويتي عادل المسيليم بينما كتب كلمات الأغنية الشاعر الغنائي الكويتي عبد الله البراك. أخرج العمل المخرج الأردني إياد الخزوز.

## البطولة حسب تتر مقدمة المسلسل
| الممثل(ة)         | اسم الشخصية           |
| ----------------- | --------------------- |
| حياة الفهد        | غاليه                 |
| محمد جابر         | موسى                  |
| محمد المنيع       | بوسعد                 |
| جمال الردهان      | صالح                  |
| منى شداد          | دلال                  |
| باسمة حمادة       | فاطمة                 |
| خالد البريكي      | يوسف                  |
| سعاد علي          | أم فاطمة              |
| ماجدة سلطان       | عمرة                  |
| ابتسام عبد الله   | أم نجلاء              |
| وفاء مكي          | موزة الأم، موزة البنت |
| صلاح الملا        | حمود                  |
| ناصر الأنصاري     | صاحب منزل السمرات     |
| سعيد سالم         | بوصالح                |
| مريم سلطان        | أم يوسف               |
| عبد الله بوعابد   | بونجلاء               |
| فاطمة جاسم        | أم شعيب               |
| منى الفالح        | نجلاء                 |
| نيفين ماضي        | بدرية الصغيرة         |
| نواف النجم        | شعيب                  |
| جاسم بن هندي      | إبراهيم               |
| عبدالمحسن العمر   | عبد العزيز            |
| عبد الله الطراروه | عيسى                  |
| عبد العزيز بوقماز | شعيل                  |
| صوغة              | سارة                  |
| طارق الكندري      | فيصل                  |

## قصة المسلسل
تبدأ أحداث المسلسل حول غالية التي تعمل داية (أي المرأة التي تقوم بتوليد النساء) وفي نفس الوقت تعمل خادمة في منزل بوسعد حيث أنها قامت بتوليد سعد وإرضاعه بسبب أن الحليب نشف من ضرع والدته. ويقع بالقرب من منزل بوسعد منزل شقيقه بونجلاء وزوجته وابنتهما الوحيدة التي تعشق سعد وترغب في الزواج منه على الرغم من عدم اهتمام سعد بها كثيرا خصوصا أنهما ما زالا صغيران في السن. وتطلب نجلاء بتحريض من والدتها التوسل لدى غالية من أجل إقناع سعد بالزواج منها وهذا ما تم خصوصا بعد وفاة أم سعد وحاجة المنزل لامرأة تديره. ولكن عندما تصبح نجلاء زوجة سعد تتغير طباعها كونها أصبحت زوجة ابن أحد كبار التجار ويصيبها الغرور والكبر وتحاول أن تكون سيدة المنزل الوحيدة ولذلك تدبر مكيدة بوضع أحد مجوهراتها وساعة زوجها سعد التي ورثها من جده في غرفة غالية حيث وجدها سعد بعدما قام بتفتيش حجرتها وطلب من والده طرد غالية وزوجها موسى وهذا ما تم ولذلك قررت غالية وموسى تأجير منزل في أطراف المدينة من أجل السكن فيه والابتعاد عن شبح الفضيحة. واستغلت نجلاء هذا الأمر وقام بنشر حكاية ما حدث لجميع أهل القرية من أجل التشفي أكثر في غالية.
في المقابل فإن أم فاطمة امرأة مسنة تعيش مع ابنتها الصغرى دلال ولديها أيضا ابنتان أخرى ان وهما فاطمة الكبرى المتزوجة من حمود السكران ذو الطباع الشرسة ولديهما بنت اسمها بدرية وولد رضيع اسمه عيسى والبنت الوسطى موزة المتزوجة من صالح اللذان يعيشان في منزل والد صالح ولهما من الذرية بنت آمنة وولد أحمد. تتمتع موزة بجمال صارخ وكانت في صغرها قد حنت على اليتيم سعود الذي عشقها من ذلك الوقت ولكن من دون أن يكشف عن مشاعره ولذلك قرر الانغماس في الملذات المحرمة برفقة جاره وصديق عمره يوسف وجارهما إبراهيم وحمود زوج فاطمة. يعترف سعود لصديقه يوسف عن عشقه الجنوني لموزة ورغبته في الزواج منها على الرغم من أنها على ذمة رجل آخر مما يجعل يوسف يتخيلها في الصحو والمنام خصوصا أنه رآها في إحدى طرقات المدينة بعدما كشفت الرياح عن ساقيها. أما بالنسبة إلى إبراهيم فهو متزوج من امرأة تعرضت لظرف صحي استمر طويلا وبالتالي فهو محروم من ممارسة ما يرغبه من زوجته ولكنه لا يملك المال الكافي للزواج من امرأة أخرى. أما الصديق الرابع وهو حمود فهو كان سابقا يرغب في الزواج من موزة ولكن بسبب صغر سنها فقد رفضت والدتها تزويجها ولذلك قرر الموافقة على الزواج من أختها الكبيرة فاطمة الذي يقل جمالها كثيرا عن أختها.
يسافر صالح في رحلة الغوص للمرة الأخيرة في حياته والتي تستمر لستة أشهر على الرغم من رفض زوجته موزة لسفره. وبعد سفر صالح بخمسة عشر يوم تضع موزة مولودها الثالث وتم تسميته بدر بناء على وصية والده الغائب. نتيجة لمرض أحمد المستمر ورغبتها في عدم إيقاظ بوصالح من نومه وإزعاجه فقد قررت موزة الخروج في منتصف الليل إلى منزل بائعة الأعشاب الطبية لشراء بعض النبات المفيد لمرض ابنها. وفي طريق عودتها إلى منزلها يشاهدها أحد الرجال الذي يقوم باغتصابها في المقبرة. وعندها المخرج الحزوز يقرر التركيز على أربع شخصيات في العمل وهم سعود، يوسف، إبراهيم، وحمود من أجل إثارة المشاهد وتشويقه في عدم معرفة مغتصب موزة التي تقرر أن لا تبوح باسمه أو تخبر أحدا. بعد مرور 25 يوم من الاغتصاب يحدث ما تخشاه موزة وهو حدوث الحمل مما يجعلها في حيرة شديدة. وبعد طول تفكير تقرر أن تهرب من المنزل قبل عودة زوجها بيومين من دون إعلام أي أحد وذلك بعدما تعلمت ابنتها آمنة منها جميع أعمال البيت. تقرر موزة اللجوء إلى الداية غالية وزوجها موسى والسكن معهما في أطراف المدينة بعدما شرحت لهما ظروفها القاسية وقرر الزوجان العجوزان أن يسترا عليها في الأشهر المتبقية من حملها والبالغة 4 أشهر.
يعود صالح من السفر وهو مشتاق للقاء زوجته ويصدم بخبر اختفائها منذ يومين. يتوفى ابنه الرضيع بدر المريض دائما بعد مرور أسبوع من عودته. تضع موزة مولودة أنثى ولكنها بسبب رفضها لتناول الطعام والشراب لابتعادها عن أهلها واستحالة عودتها لهم تموت بعد عدة أيام. قبل وفاة موزة تقرر البوح لغالية باسم من اغتصبها ولكن من دون أن يعرف المشاهدون اسمه وتطلب منها تنفيذ وصيتها بإرسال ابنتها الصغيرة للعيش من إخوانها وأن تتزوج أختها الصغرى دلال من زوجها صالح. تنفذ غالية كل ما طلبته منها موزة فتجعل الابنة الصغيرة تعيش في بيت صالح الذي قرر تطليق موزة غيابيا من أجل الزواج من دلال بعد معارضة شديدة من والدتها. تقرر دلال تسمية الطفلة الصغيرة باسم موزة من أجل عدم نسيان أختها. تشعر آمنة بالغيرة الشديدة من موزة الصغيرة بسبب تحول اهتمام الجدة والجد والأب والخالتين نحوها مما يجعلها تكن الكراهية غير المعلنة لها.
بالنسبة إلى الأصدقاء الأربعة فيحدث لهم الآتي: سعود يشتد جنونه بسبب غياب حبيبته موزة فيقرر الهجرة من مدينته متوجها إلى زنجبار وأوصى بإعطاء دكانه لبيع مستلزمات المطبخ مجانا إلى إبراهيم. بعدما حصل إبراهيم على الدكان يقرر اعتزال الحياة الليلية الآثمة ويتوب إلى الله وأن يلتزم الطريق القويم. يوسف يقرر التخلص من طيف موزة بالزواج الفوري فيتقدم بالزواج من إحدى البنات ولكنها تشترط عليه شرط تعجيزي وهو العيش معها في بيت والديها وهو الذي رفضه يوسف لأنه لا يرغب في ترك أمه العجوز وحدها في المنزل، ثم تقدم بالزواج من دلال ولكنها رفضته بسبب ارتكابه للمعاصي، ثم تقدم بالزواج من بدرية ابنة صديقه حمود الذي قرر الموافقة نظرا لطمعه في مال المهر الذي سيقدمه له فتتدخل غالية وتستطيع أن تجد شاب ضرير غني طيب اسمه شعيب يعيش مع والدته وسيدفع ضعف المهر الذي كان سيدفعه يوسف فيوافق حمود فورا على هذا الأمر. يتعقد يوسف من مسألة الزواج ويكره العيش في هذه المدينة فيبيع دكانه لبيع الفواكه والخضراوات الطازجة على حمود ويقرر الهجرة برفقة والدته إلى حيث يعيش صديقه سعود في زنجبار. بسبب سوء معاملة حمود لزوجته فاطمة تقرر الأخيرة طلب الطلاق وطلب حضانة ابنهما الصغير عيسى والتخلي عن النفقة الشرعية مع رد المهر.
يكتشف سعد المكيدة التي دبرتها نجلاء وأمها لأمه بالرضاعة غالية وذلك نتيجة اعتراف الخادمة الأخرى المتآمرة معهما عمرة على ما حدث فيندم أشد الندم على طرد غالية ويقرر إعادتها للعمل مجددا ولكنها ترفض لأن الجرح ما زال غائرا فيقرر سعد بعد موافقة عمه والد نجلاء الزواج من امرأة أخرى. ينجح موسى في فتح دكان صغير لبيع المواد الغذائية بعد مساعدة أخيه الأكبر له ونتيجة لذلك فإنه معيشته تتحسن كثيرا ويقرر استئجار منزل كبير بالقرب من الدكان.
في الحلقة 22 تمر 15 سنة على أحداث المسلسل فنشاهد موزة الصغيرة قد كبرت وأصبحت تشبه أمها تماما وقد أتمت حفظ القرآن الكريم بينما زادت كراهية آمنة لها وأصبحت عداوتها لها علنية ويساندها في هذا الأمر زوجها فيصل الذي يحب زرع الفتن بين الناس من أجل الضحك عليهم. في ظل استمرار كره نجلاء لغالية لتصورها بأن الأخيرة حرضت سعد قبل سنوات من الزواج بأخرى فإنها تقرر استضافة آمنة من أجل أن تساهم معها في تعكير صفو العلاقة المتميزة التي كانت تربط بين موزة الصغيرة المقربة جدا من غالية ودلال بإيهام الأخيرة بأن زوجها صالح سيتزوج من موزة. وتنجح آمنة في إقناع خالتها بهذا الأمر وتقوم دلال بإظهار القسوة في معاملة موزة أمام جميع أفراد العائلة ثم سعت لتزويجها بأي شخص من أجل أن تبعدها عن زوجها صالح. تكشف آمنة وخالتها دلال سر موزة الصغيرة وهي أنها كانت لقيطة فتقرر موزة الرحيل عن المنزل في منتصف الليل كما حدث لوالدتها واللجوء إلى منزل غالية وموسى.
وفي نفس الأثناء فإن عيسى قد كبر وأظهر حبه لموزة وأصبحا عاشقان لبعضهما ولكنهما ينتظران الوقت المناسب واكتمال قيمة المهر من أجل أن يتقدم عيسى لها بالزواج من مربيها صالح. ولذلك يعمل عيسى في دكان والده حمود ولكنه يتعرض لسوء المعاملة بالإضافة إلى عدم إعطائه الكثير من المال كرواتب ولذلك تقرر أخته الكبرى بدرية التدخل لدى زوجها شعيب من أجل أن يدعوه للعمل معه في أحد دكاكينه وهو دكان بيع الأقمشة.
يسمع سعود وهو في زنجبار عن مدى التشابه الكبير بين موزة الصغيرة وموزة التي أحبها فيقرر العودة للمدينة وذهب إلى بوسعد لكي يتوسط عند صالح من أجل أن يجعله يوافق على زواجه منها ولكن بوسعد ومن بعده صالح يرفضان طلبه فيقرر سعود الإقدام على الانتحار في منزل حمود.
تشعر نجلاء بالألم الشديد في قاع قدمها اليمنى وتصبر كثيرا عليها من دون مداواتها ولكن عندما جعلها الألم لا تقوى على المشي قرر زوجها سعد الاستنجاد بأمه غالية من أجل علاجها فتوافق غالية على مضض إثر ضغط زوجها موسى. ولكن بسبب إهمال العلاج المبكر فإن غالية تعجز على معالجة قدم نجلاء فيقرر الطبيب قطع الرجل حتى الركبة من أجل عدم امتداد مرض غرغرينا إلى القلب. سهرت غالية على راحة نجلاء حتى تأكدت من زوال شدتها. واعتذرت أم نجلاء بطريقة غير مباشرة عن ما فعلته مع ابنتها في حقها في الماضي باتهامها بالسرقة. ويقرر بوسعد مكافئة غالية وزوجها موسى على إخلاصهما بدفع قيمة تكاليف السفر لأداء فريضة الحج.
تقرر موزة الانتقال للعيش في كنف الجدة أم فاطمة لكي تسمح لغالية وموسى بالسفر. في هذه الأثناء يعترف عيسى لصالح بحبه لموزة ورغبته في الزواج منها، تعترض في بادئ الأمر فاطمة على زواج ولدها الوحيد من بنت لا أصل لها ولكنها توافق في النهاية بعدما أقنعتها ابنتها بدرية. يقرر عيسى إصلاح الخلاف الذي حدث بين دلال وزوجها صالح بتقديمه لرسائل الحب المتبادلة بينه وبين موزة منذ 7 سنوات وتتأكد دلال من أن موزة لم تكن تخطط مسبقا للزواج من زوجها صالح وتصالحها وترجعها إلى البيت. يتم تحديد موعد زفاف موزة وعيسى في يوم الخميس الذي صادف عودة غالية وموسى من السفر حيث لم يستطيعا تأدية فريضة الحج بسبب المقاول المتعهد بسفرهما حيث أصاب محرك الحافلة العطب في منتصف الطريق واضطرا للعودة. تعلم غالية من جارتها بخبر إقامة حفلة عرس عيسى وموزة فتهرع مسرعة نحو بيت الجدة أم فاطمة لكي تمنع الزواج حيث اعترفت أمام الجميع حول ما حدث لموزة الأم وأن حمود زوج أختها فاطمة هو الذي اغتصبها في المقبرة. هذا الكلام جعل صالح يخرج عن هدوئه ويدفع حمود نحو سيف معلق لينغرس في ظهره خارجا من بطنه، في هذه الأثناء يتذكر حمود حادثة الاغتصاب التي أقدم عليها قبل سنوات عديدة وتسحب موزة يدها من يد عيسى ويموت العشق بينهما ليتحول إلى حب أخوي.

## خلف كواليس العمل
كان محمد جابر يعمل طباخا لفريق العمل في مقر إقامتهم في الفجيرة.
في المشاهد التي تبكي فيها حياة الفهد ومحمد جابر فإنهما يتذكران فراقهما لبناتها الأربع وحفيداته على التوالي وبالتالي فإن الدموع كان حقيقية.
تم بناء جميع المنازل بالقرب من قلعة الفجيرة وبعد انتهاء العمل تم هدمها.
لم يتم استخدام مقبرة حقيقية بل تم وضع شواهد القبور على أرض خالية.
كان المفترض أن تقوم الممثلات الكويتيات سعاد عبد الله بدور أم فاطمة وزهرة الخرجي بدور فاطمة وهبة الدري بدور موزة الأم والبنت ولكنهن اعتذرن بسبب ارتباطهن بأعمال أخرى.
الممثل القطري صلاح الملا كان يرغب في أن يقوم بأداء شخصية حمود بإظهار بشاعة منظره ولكن مؤلفة العمل حياة الفهد أصرت على أن يظهر وسامة رجال الماضي.
كان من المفترض أن يقوم المطرب السعودي راشد الماجد بأداء مقدمة المسلسل ولكنه اعتذر في اللحظة الأخيرة واتجهت شركة الإنتاج للتعاقد مع أصيل.